# Welling United FC
Welling United FC (celým názvem: Welling United Football Club) je anglický fotbalový klub, který sídlí v severovýchodním Londýně. Založen byl v roce 1963. Od sezóny 2016/17 hraje v National League South (šestá nejvyšší soutěž v Anglii). Klubové barvy jsou červená a bílá.
Své domácí zápasy odehrává na stadionu Park View Road s kapacitou 4 000 diváků.

## Získané trofeje
- Kent Senior Cup ( 3× )
  - 1985/86, 1998/99, 2008/09
- London Senior Cup ( 1× )
  - 1989/90

## Úspěchy v domácích pohárech
Zdroj: 
- FA Cup
  - 3. kolo: 1988/89
- FA Trophy
  - Čtvrtfinále: 1988/89, 2006/07
- FA Vase
  - 3. kolo: 1979/80

## Umístění v jednotlivých sezonách
Stručný přehled
Zdroj: 
- 1977–1978: London Spartan League (Premier Division)
- 1978–1981: Athenian League
- 1981–1982: Southern Football League (Southern Division)
- 1982–1986: Southern Football League (Premier Division)
- 1986–2000: Conference National
- 2000–2004: Southern Football League (Premier Division)
- 2004–2013: Conference South
- 2013–2015: Conference Premier
- 2015–2016: National League
- 2016– : National League South

Jednotlivé ročníky
Zdroj: 
Legenda: Z - zápasy, V - výhry, R - remízy, P - porážky, VG - vstřelené góly, OG - obdržené góly, +/- - rozdíl skóre, B - body, červené podbarvení - sestup, zelené podbarvení - postup, fialové podbarvení - reorganizace, změna skupiny či soutěže
| Sezóny  | Liga                  | Úroveň | Z  | V  | R  | P  | VG | OG | +/- | B  | Pozice |
| ------- | --------------------- | ------ | -- | -- | -- | -- | -- | -- | --- | -- | ------ |
| 2009/10 | Conference South      | 6      | 42 | 18 | 9  | 15 | 66 | 51 | +15 | 63 | 9.     |
| 2010/11 | Conference South      | 6      | 42 | 24 | 8  | 10 | 81 | 47 | +34 | 75 | 6.     |
| 2011/12 | Conference South      | 6      | 42 | 24 | 9  | 9  | 79 | 47 | +32 | 81 | 3.     |
| 2012/13 | Conference South      | 6      | 42 | 26 | 8  | 8  | 90 | 44 | +46 | 86 | 1.     |
| 2013/14 | Conference Premier    | 5      | 46 | 16 | 12 | 18 | 59 | 61 | -2  | 60 | 16.    |
| 2014/15 | Conference Premier    | 5      | 46 | 11 | 12 | 23 | 52 | 73 | -21 | 45 | 20.    |
| 2015/16 | National League       | 5      | 46 | 8  | 11 | 27 | 35 | 73 | -38 | 35 | 24.    |
| 2016/17 | National League South | 6      | 42 | 12 | 7  | 23 | 64 | 69 | -5  | 43 | 16.    |
| 2017/18 | National League South | 6      | 42 | 17 | 10 | 15 | 68 | 59 | +9  | 61 | 10.    |
| 2018/19 | National League South | 6      | 42 |    |    |    |    |    |     |    |        |